# Bob Ferry
Robert Dean "Bob" Ferry (San Luis, Misuri; 31 de mayo de 1937- Annapolis, Maryland; 27 de octubre de 2021) fue un jugador de baloncesto estadounidense que disputó 10 temporadas en la NBA. Posteriormente, fue entrenador asistente y general mánager de Washington Bullets, consiguiendo en dos ocasiones el título de Ejecutivo del Año de la NBA. Con 2,03 metros de altura, jugaba en la posición de ala-pívot. 
Padre del exjugador de la NBA y general mánager Danny Ferry.

## Trayectoria deportiva

### Universidad
Jugó durante 4 temporadas con los Billikens de la Universidad de Saint Louis, con los que promedió 14,4 puntos y 8,9 rebotes por partido, convirtiéndose en el octavo máximo reboteador de la historia de la universidad y en el decimoquinto mejor anotador. En 1957 ganaron el torneo de la Missouri Valley Conference, llegando al torneo de la NCAA, donde cayeron en segunda ronda. En 1994 fue incluido en el Salón de la Fama de su universidad.

### Profesional
Fue elegido en la séptima posición de la primera ronda del Draft de la NBA de 1959 por St. Louis Hawks como elección territorial, con los que llegó a la Final de la NBA, donde cayeron ante Boston Celtics por un apretado 4-3.
En la temporada 1960-61 es traspasado a Detroit Pistons a cambio de Ed Conlin.
Allí jugó durante 4 temporadas, hasta que en 1964 fue traspasado a Baltimore Bullets junto con Bailey Howell, Don Ohl, Les Hunter y Wali Jones a cambio de Terry Dischinger, Rod Thorn y Don Kojis, donde permaneció durante 5 temporadas, saliendo desde el banquillo y con pocos minutos de juego en pista, para retirarse en 1969 tras diez años como profesional.
En el total de su carrera promedió 9,1 puntos, 5,3 rebotes y 1,4 asistencias por partido.

### General Mánager
Nada más dejar los terrenos de juego aceptó el puesto de entrenador asistente de los Bullets, y con 33 años asumió el cargo de general mánager del equipo.
Ocupó el puesto durante 17 años, en los cuales ganó en dos ocasiones el prestigioso galardón de Ejecutivo del Año de la NBA, en 1979 y 1982.
En 1990 dejó su puesto de mutuo acuerdo con la directiva del equipo.

## Vida personal
Estuvo casado con Rita Brooks por más de 60 años, hasta su muerte. Se conocieron en la universidad y tuvieron 3 hijos: Bob Jr., Danny, y Laura. Danny jugó 13 temporadas en la NBA, y luego fue general manager de los Cavaliers y de los Hawks.
Ferry practicó el catolicismo. Su familia residía en Bowie (Maryland), antes de mudarse a Annapolis.
Falleció el 27 de octubre de 2021, en el Anne Arundel Medical Center de Annapolis, a causa de un melanoma y problemas cardiacos, a la edad de 84 años.